# Homalotheciella tenerrima
Homalotheciella tenerrima är en bladmossart som beskrevs av Edwin Bunting Bartram 1949. Homalotheciella tenerrima ingår i släktet Homalotheciella och familjen Brachytheciaceae. Inga underarter finns listade i Catalogue of Life.